# 1846 na música

## Eventos
- Ano de criação do saxofone.

## Nascimentos
| Data | Nome | Profissão | Nacionalidade | Observações | Ref |
| ---- | ---- | --------- | ------------- | ----------- | --- |

## Mortes
| Data           | Nome                | Profissão                   | Nacionalidade | Observações | Ref |
| -------------- | ------------------- | --------------------------- | ------------- | ----------- | --- |
| 16 de abril    | Domenico Dragonetti | contrabaixista e compositor | Itália        | n. 1763     |     |
| 30 de Novembro | Severa              | fadista                     | Portugal      | n. 1820     |     |